# Брдо (Нова Гориця)
Брдо (словен. Brdo) — поселення в общині Нова Гориця, Регіон Горишка, Словенія. Висота над рівнем моря: 101,9 м. Розташоване в долині річки Випава.